# Туцање (Петњица)
Туцање је насеље у општини Петњица у Црној Гори. Према попису из 2003. било је 378 становника (према попису из 1991. било је 650 становника).

## Демографија
У насељу Туцање живи 295 пунолетних становника, а просечна старост становништва износи 36,9 година (34,3 код мушкараца и 39,9 код жена). У насељу има 103 домаћинства, а просечан број чланова по домаћинству је 3,67.
Становништво у овом насељу веома је хетерогено, а у последња три пописа, примећен је пад у броју становника.
|  |

| Демографија | Демографија | Демографија |
| Година      | Становника  | Становника  |
| ----------- | ----------- | ----------- |
|             |             |             |
|             |             |             |
|             |             |             |
|             |             |             |
| 1948.       | 569         |             |
| 1953.       | 633         |             |
| 1961.       | 627         |             |
| 1971.       | 709         |             |
| 1981.       | 684         |             |
| 1991.       | 650         | 586         |
| 2003.       | 655         | 378         |
|             |             |             |
|             |             |             |

| Етнички састав према попису из 2003.‍ | Етнички састав према попису из 2003.‍ | Етнички састав према попису из 2003.‍ | Етнички састав према попису из 2003.‍ | Етнички састав према попису из 2003.‍ |
| ------------------------------------ | ------------------------------------ | ------------------------------------ | ------------------------------------ | ------------------------------------ |
|                                      |                                      |                                      |                                      |                                      |
| Муслимани                            | Муслимани                            |                                      | 198                                  | 52,38%                               |
| Бошњаци                              | Бошњаци                              |                                      | 168                                  | 44,44%                               |
| Црногорци                            | Црногорци                            |                                      | 10                                   | 2,64%                                |
| Руси                                 | Руси                                 |                                      | 1                                    | 0,26%                                |
| непознато                            | непознато                            |                                      | 1                                    | 0,26%                                |

| \| \| м \| \| \| ж \| \| ? \| 0 \| \| \| 0 \| \| 80+ \| 2 \| \| \| 3 \| \| 75—79 \| 4 \| \| \| 4 \| \| 70—74 \| 10 \| \| \| 10 \| \| 65—69 \| 8 \| \| \| 7 \| \| 60—64 \| 15 \| \| \| 13 \| \| 55—59 \| 9 \| \| \| 10 \| \| 50—54 \| 9 \| \| \| 18 \| \| 45—49 \| 12 \| \| \| 13 \| \| 40—44 \| 10 \| \| \| 11 \| \| 35—39 \| 6 \| \| \| 10 \| \| 30—34 \| 8 \| \| \| 9 \| \| 25—29 \| 14 \| \| \| 12 \| \| 20—24 \| 23 \| \| \| 18 \| \| 15—19 \| 33 \| \| \| 18 \| \| 10—14 \| 15 \| \| \| 7 \| \| 5—9 \| 7 \| \| \| 8 \| \| 0—4 \| 16 \| \| \| 6 \| \| Просек : \| 9 \| \| \| 9 \| |    |  |  |    |
| |    |  |  |    |
| | м  |  |  | ж  |
| ? | 0  |  |  | 0  |
| 80+ | 2  |  |  | 3  |
| 75—79 | 4  |  |  | 4  |
| 70—74 | 10 |  |  | 10 |
| 65—69 | 8  |  |  | 7  |
| 60—64 | 15 |  |  | 13 |
| 55—59 | 9  |  |  | 10 |
| 50—54 | 9  |  |  | 18 |
| 45—49 | 12 |  |  | 13 |
| 40—44 | 10 |  |  | 11 |
| 35—39 | 6  |  |  | 10 |
| 30—34 | 8  |  |  | 9  |
| 25—29 | 14 |  |  | 12 |
| 20—24 | 23 |  |  | 18 |
| 15—19 | 33 |  |  | 18 |
| 10—14 | 15 |  |  | 7  |
| 5—9 | 7  |  |  | 8  |
| 0—4 | 16 |  |  | 6  |
| Просек : | 9  |  |  | 9  |

| Број домаћинстава према пописима из периода 1948—2003. | Број домаћинстава према пописима из периода 1948—2003. | Број домаћинстава према пописима из периода 1948—2003. | Број домаћинстава према пописима из периода 1948—2003. | Број домаћинстава према пописима из периода 1948—2003. | Број домаћинстава према пописима из периода 1948—2003. | Број домаћинстава према пописима из периода 1948—2003. | Број домаћинстава према пописима из периода 1948—2003. |
| Година пописа                                          | 1948.                                                  | 1953.                                                  | 1961.                                                  | 1971.                                                  | 1981.                                                  | 1991.                                                  | 2003.                                                  |
| ------------------------------------------------------ | ------------------------------------------------------ | ------------------------------------------------------ | ------------------------------------------------------ | ------------------------------------------------------ | ------------------------------------------------------ | ------------------------------------------------------ | ------------------------------------------------------ |
| Број домаћинстава                                      | 104                                                    | 106                                                    | 115                                                    | 113                                                    | 105                                                    | 129                                                    | 146                                                    |

| Број домаћинстава по броју чланова према попису из 2003. | Број домаћинстава по броју чланова према попису из 2003. | Број домаћинстава по броју чланова према попису из 2003. | Број домаћинстава по броју чланова према попису из 2003. | Број домаћинстава по броју чланова према попису из 2003. | Број домаћинстава по броју чланова према попису из 2003. | Број домаћинстава по броју чланова према попису из 2003. | Број домаћинстава по броју чланова према попису из 2003. | Број домаћинстава по броју чланова према попису из 2003. | Број домаћинстава по броју чланова према попису из 2003. | Број домаћинстава по броју чланова према попису из 2003. | Број домаћинстава по броју чланова према попису из 2003. |
| Број чланова                                             | 1                                                        | 2                                                        | 3                                                        | 4                                                        | 5                                                        | 6                                                        | 7                                                        | 8                                                        | 9                                                        | 10 и више                                                | Просек                                                   |
| -------------------------------------------------------- | -------------------------------------------------------- | -------------------------------------------------------- | -------------------------------------------------------- | -------------------------------------------------------- | -------------------------------------------------------- | -------------------------------------------------------- | -------------------------------------------------------- | -------------------------------------------------------- | -------------------------------------------------------- | -------------------------------------------------------- | -------------------------------------------------------- |
| Број домаћинстава                                        | 103                                                      | 18                                                       | 21                                                       | 13                                                       | 13                                                       | 15                                                       | 12                                                       | 9                                                        | 1                                                        | 1                                                        | 0                                                        |

| Пол    | Укупно | Неожењен/Неудата | Ожењен/Удата | Удовац/Удовица | Разведен/Разведена | Непознато |
| ------ | ------ | ---------------- | ------------ | -------------- | ------------------ | --------- |
| Мушки  | 163    | 65               | 89           | 6              | 2                  | 1         |
| Женски | 156    | 41               | 94           | 20             | 1                  | 0         |
| УКУПНО | 319    | 106              | 183          | 26             | 3                  | 1         |

| Пол    | Укупно                    | Пољопривреда, лов и шумарство | Рибарство                            | Вађење руде и камена | Прерађивачка индустрија       |
| ------ | ------------------------- | ----------------------------- | ------------------------------------ | -------------------- | ----------------------------- |
| Мушки  | 25                        | 10                            | 0                                    | 0                    | 4                             |
| Женски | 19                        | 14                            | 0                                    | 0                    | 1                             |
| Укупно | 44                        | 24                            | 0                                    | 0                    | 5                             |
|        |                           |                               |                                      |                      |                               |
| Пол    | Производња и снабдевање   | Грађевинарство                | Трговина                             | Хотели и ресторани   | Саобраћај, складиштење и везе |
| Мушки  | 1                         | 1                             | 0                                    | 0                    | 2                             |
| Женски | 0                         | 0                             | 2                                    | 0                    | 0                             |
| Укупно | 1                         | 1                             | 2                                    | 0                    | 2                             |
|        |                           |                               |                                      |                      |                               |
| Пол    | Финансијско посредовање   | Некретнине                    | Државна управа и одбрана             | Образовање           | Здравствени и социјални рад   |
| Мушки  | 0                         | 0                             | 0                                    | 7                    | 0                             |
| Женски | 0                         | 0                             | 0                                    | 1                    | 0                             |
| Укупно | 0                         | 0                             | 0                                    | 8                    | 0                             |
|        |                           |                               |                                      |                      |                               |
| Пол    | Остале услужне активности | Приватна домаћинства          | Екстериторијалне организације и тела | Непознато            | Непознато                     |
| Мушки  | 0                         | 0                             | 0                                    | 0                    | 0                             |
| Женски | 1                         | 0                             | 0                                    | 0                    | 0                             |
| Укупно | 1                         | 0                             | 0                                    | 0                    | 0                             |